# Copris ruandanus
Copris ruandanus là một loài bọ cánh cứng trong họ Bọ hung (Scarabaeidae).